# 車輪配置 2-6-2

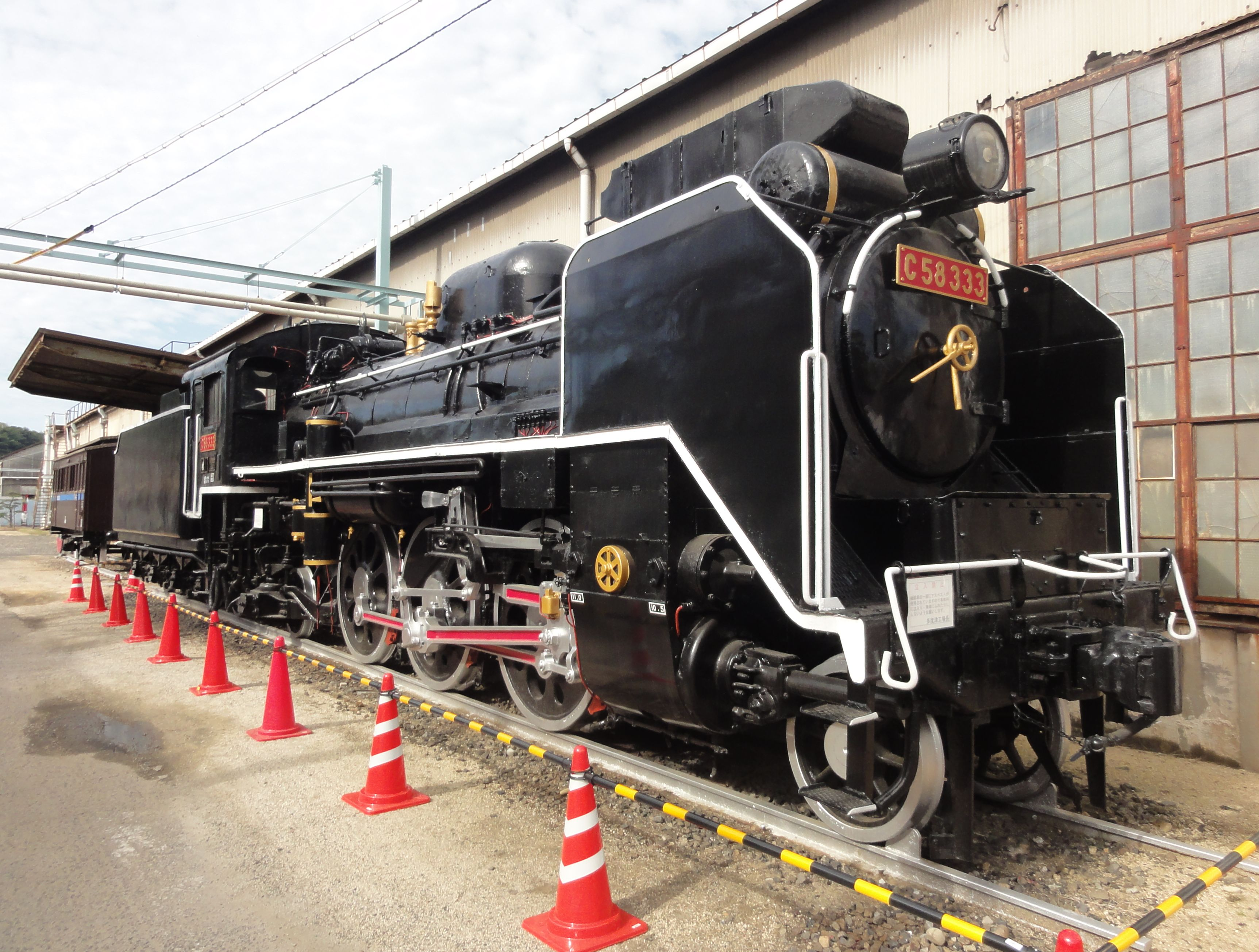
国鉄C58形蒸気機関車

車輪配置 2-6-2 (しゃりんはいち2-6-2、ホワイト式分類)は1軸先輪・3軸動輪・1軸従輪で構成されるものをさす。アメリカ式分類での愛称は「プレーリー (Prairie)」。

## 概要
2-6-2という車軸配置は、火格子面積を広くすることができるので熱量の低い石炭でも高速運転に不可欠な蒸気発生量を増やす事ができた。
前後に従輪を有することから、前進でも後進でも使用されるタンク式機関車で主に採用され、テンダー式機関車での採用例は多くない。日本では、客貨両用の中型機C58形で採用されたのみである。

## 各国の車輪配置 2-6-2の機関車
台湾
台湾総督府鉄道3形蒸気機関車
台湾総督府鉄道400形蒸気機関車
台湾総督府鉄道50形蒸気機関車
日本
国鉄2940形蒸気機関車
国鉄2950形蒸気機関車
国鉄3165形蒸気機関車
国鉄C12形蒸気機関車
国鉄C58形蒸気機関車
国鉄C63形蒸気機関車 - 計画のみ